# Kulstofneutralt brændstof
Kulstofneutrale brændstoffer kan henføre til mange forskellige energibrændstoffer eller energisystemer, som netto ikke beriger atmosfæren med CO2. En klasse er syntetisk brændstof (inklusiv methan, benzin, dieselolie, jetbrændstof eller ammoniak) produceret via vedvarende energi ved at anvende hydrogenering af carbondioxid hentet fra luften.
Sådanne brændstoffer er potentielt kulstofneutrale fordi de netto ikke bidrager til atmosfærens CO2.
Fremstilling af kulstof-neutralt brændstof er et eksempel på CO2-neutral energilagring.